# منصور کلانتری
منصور کلانتری سیاست‌مدار ایرانی بود، که در  دوره بیست و دوم  بعنوان نماینده میاندوآب در مجلس شورای ملی حضور داشت.